# Not All Heroes Wear Capes
Not All Heroes Wear Capes è l'album in studio di debutto da solista del produttore discografico statunitense Metro Boomin, annunciato il 31 ottobre 2018 e pubblicato il 2 novembre seguente per le etichette discografiche Boominati Worldwide e Republic Records. L'album presenta varie e molteplici apparizioni di Travis Scott, 21 Savage, Swae Lee, Gunna, Young Thug, Wizkid ed Offset dei Migos, con inoltre le apparizioni singole di Gucci Mane, J Balvin, Kodak Black e Drake. L'album è stato inoltre supportato dai singoli No Complaints e Space Cadet.

## Pubblicazione e promozione
Il 23 giugno 2017 Metro Boomin pubblicò il singolo No Complaints, in collaborazione con Offset e Drake, il quale debuttò nella Billboard Hot 100 alla posizione numero 71.
Nell'aprile del 2018 Metro Boomin fece intendere un suo ritiro dalla musica tramite il suo profilo Instagram, cambiando la sua bio in "Retired record producer/DJ". Tuttavia fu poi menzionato nei crediti del quarto album di Nicki Minaj, Queen, e successivamente poi anche in quelli di Tha Carter V di Lil Wayne. Entrambi gli album debuttarono poi alla posizione numero 5 della Billboard 200.
Il 26 ottobre 2018 apparvero nella città di Atlanta e New York alcuni cartelloni che raffiguravano Metro Boomin come "una persona scomparsa". Fu poi rivelato in seguito che in realtà si trattava di un teaser per l'imminente nuovo progetto musicale Not All Heroes Wear Capes. La copertina e la tracklist dell'album furono poi rivelate tramite il profilo Instagram di 21 Savage.
Si tratta del secondo anno consecutivo in cui Metro Boomin pubblica un album a sorpresa nel periodo di Halloween, dopo il suo album Without Warning in collaborazione con 21 Savage ed Offset, uscito il 31 ottobre 2017.
L'edizione deluxe è stat resa disponibile all'ascolto solo quattro giorni dopo l'iniziale uscita dell'album, il 6 novembre 2018 ed includeva la versione strumentale di ogni traccia.

## Accoglienza
| Recensione   | Giudizio |
| ------------ | -------- |
| Metacritic   | 78/100   |
| AllMusic     |          |
| Highsnobiety |          |
| HipHopDX     |          |
| HotNewHipHop | 80%      |
| Pitchfork    | 7,7/10   |

Alla sua uscita, Not All Heroes Wear Capes ha ricevuto giudizi positivi da parte della critica di settore. Il sito Metacritic, che assegna un punteggio standardizzato da 0 a 100, gli dà un punteggio di 78, basato su quattro recensioni professionali.
Alphonse Pierre, per il webzine Pitchfork, circa l'album ha scritto:
Devin Ch per il sito web HotNewHipHop invece ha scritto:

## Performance commerciale
Not All Heroes Wear Capes ha debuttato alla prima posizione della Billboard 200, vendendo 99.000 unità equivalenti ad album, rendendo così questo il primo album di Metro Boomin a raggiungere la vetta negli Stati Uniti. L'album è poi sceso all'ottava posizione nella sua seconda settimana, vendendo ulteriori 52.000 unità. L'album ha inoltre esordito alla posizione numero 16 della classifica britannica.
In seguito alla pubblicazione di Not All Heroes Wear Capes, sette brani hanno fatto il loro ingresso nella Billboard Hot 100, tra cui il brano Don't Come Out The House, che ha raggiunto la posizione numero 38, diventando così il brano più in alto in classifica dell'intero album.

## Tracce
Crediti adattati da Tidal. 

Musiche di Metro Boomin, eccetto dove indicato.
1. 10AM / Save the World (feat. Gucci Mane) – 3:46 (testo: Leland Wayne, Radric Davis, Andre Proctor, Joseph Froese, Gladys Givens – musica: Metro Boomin, Dre Moon, Prince 85)
2. Overdue (con Travis Scott) – 2:46 (testo: Wayne, Jacques Webster, Hannah Robinson, Annie Strand, Richard Philips – musica: Metro Boomin, Milan Beker)
3. Don't Come Out the House (con 21 Savage) – 2:48 (testo: Wayne, Shayaa Abraham-Joseph, Brytavious Chambers – musica: Metro Boomin, Tay Keith)
4. Dreamcatcher (feat. Swae Lee e Travis Scott) – 3:31 (testo: Wayne, Khalif Brown, Webster, Allen Ritter – musica: Metro Boomin, Ritter)
5. Space Cadet (feat. Gunna) – 3:23 (testo: Wayne, Sergio Kitchens, Wesley Glass, Ritter – musica: Metro Boomin, Wheezy, Ritter)
6. 10 Freaky Girls (con 21 Savage) – 3:28 (testo: Wayne, Abraham-Joseph, Micheal Jones)
7. Up to Something (feat. Travis Scott e Young Thug) – 3:04 (testo: Wayne, Webster, Jeffery Williams, Ritter, Joshua Luellen – musica: Metro Boomin, Southside)
8. Only 1 (Interlude) (con Travis Scott) – 1:20 (testo: Wayne, Webster)
9. Lesbian (feat. Gunna e Young Thug) – 3:26 (testo: Wayne, Kitchens, Williams, Luellen – musica: Metro Boomin, Southside)
10. Borrowed Love (feat. Swae Lee e Wizkid) – 3:50 (testo: Wayne, Brown, Ayodeji Balogun, Mary Cross, Johnnie Frierson)
11. Only You (feat. Wizkid, Offset e J Balvin) – 3:38 (testo: Wayne, Balogun, Kiari Cephus, José Balvin, Ritter – musica: Metro Boomin, Ritter)
12. No More (feat. Travis Scott, Kodak Black e 21 Savage) – 4:25 (testo: Wayne, Webster, Dieuson Octave, Abraham-Joseph, Dale Warren)
13. No Complaints (feat. Offset e Drake) (bonus track) – 4:25 (testo: Wayne, Cephus, Aubrey Graham)

### CD bonus della Deluxe editon[29]
1. 10AM / Save the World (Instrumental) – 3:46
2. Overdue (Instrumental) – 2:46
3. Don't Come Out the House (Instrumental) – 2:48
4. Dreamcatcher (Instrumental) – 3:31
5. Space Cadet (Instrumental) – 3:23
6. 10 Freaky Girls (Instrumental) – 3:28
7. Up to Something (Instrumental) – 3:04
8. Only 1 (Interlude) (Instrumental) – 1:20
9. Lesbian (Instrumental) – 3:26
10. Borrowed Love (Instrumental) – 3:50
11. Only You (Instrumental) – 3:38
12. No More (Instrumental) – 4:05
13. No Complaints (Instrumental) – 4:25

### Campionature
- 10 AM / Save the World contiene un campione di Save the World, scritta da Galdys Givens ed eseguita da The Loving Sisters.
- Overdue contiene un campione di Anthonio (Berlin Breakdown Version), scritta da Annie Strand, Hannah Robinson e Richard Philips ed eseguita da Annie.
- 10 Freaky Girls contiene un campione di Are You the Woman, scritta da Michael Jones ed eseguita da Kashif e Whitney Houston.
- Borrowed Love contiene un campione di After Laughter (Comes Tears), scritta da Mary Cross e Johnnie Frierson ed eseguita da Wendy Rene.
- No More contiene un campione di Synopsis One: In the Ghetto / God Save the World, scritta da Dale Werren ed eseguita da 24-Carat Black.

## Formazione
Crediti adattati da Tidal.

### Performer
- Travis Scott – voce (tracce 2 e 8), voce aggiuntiva (tracce 4, 7 e 12), parti vocali (traccia 5)
- 21 Savage – voce (tracce 3 e 6), voce aggiuntiva (traccia 12), parti vocali (traccia 2)
- Gucci Mane – voce aggiuntiva (traccia 1)
- Swae Lee – voce aggiuntiva (tracce 4 e 10)
- Gunna – voce aggiuntiva (tracce 5 e 9)
- Young Thug – voce aggiuntiva (tracce 7 e 9)
- Wizkid – voce aggiuntiva (tracce 10 e 11)
- Offset – voce aggiuntiva (tracce 11 e 13)
- J Balvin – voce aggiuntiva (traccia 11)
- Kodak Black – voce aggiuntiva (traccia 12)
- Drake – voce aggiuntiva (traccia 13)

### Strumentazione
- Jeff Basko – chitarra (traccia 1)
- Peter Lee Johnson – corde (tracce 1, 8 e 9), tastiere (traccia 8)
- Milan Beker – tastiere (traccia 2)
- Allen Ritter – tastiere (traccia 5)
- Siraaj Rhett – corno (tracce 6 e 11)
- Jeff Babko – tastiere (traccia 9)
- Hudson Buckley – basso (tracce 10 e 11)
- Mike McTaggart – chitarra (tracce 10 e 11)
- Timothy Loo – conduttore (traccia 10), conduttore corde (traccia 10)
- Sean O' Neil – chitarra (traccia 12)

### Produzione
- Metro Boomin – produzione, produzione esecutiva
- Dre Moon – produzione (traccia 1)
- Prince 85 – produzione (traccia 1)
- Tay Keith – produzione (traccia 3)
- Allen Ritter – produzione (tracce 4, 7 e 11), produzione aggiuntiva (traccia 5)
- Wheezy – produzione (traccia 5)
- Milan Beker – produzione (traccia 2)
- Southside – produzione (traccia 9)

### Comparto Tecnico
- Metro Boomin – programmazione (tracce 1, 3-12)
- Dre Moon – programmazione (traccia 1)
- Prince 85 – programmazione (traccia 1)
- Metro Boominati – programmazione (traccia 2)
- Tay Keith – programmazione (traccia 3)
- Allen Ritter – programmazione (tracce 4, 7 e 11)
- Wheezy – programmazione (traccia 5)
- Southside – programmazione (tracce 7 e 9)
- Ethan Stevens – missaggio, registrazione (tracce 1-5, 7-12)
- Turnmeup Josh – registrazione (traccia 6)
- Mac Attison – registrazione (traccia 12)

## Classifiche
| Classifica (2018)         | Posizione massima |
| ------------------------- | ----------------- |
| Australia                 | 18                |
| Austria                   | 30                |
| Belgio (Fiandre)          | 22                |
| Belgio (Vallonia)         | 57                |
| Canada                    | 2                 |
| Danimarca                 | 5                 |
| Finlandia                 | 16                |
| Germania                  | 59                |
| Irlanda                   | 11                |
| Italia                    | 26                |
| Nuova Zelanda             | 9                 |
| Norvegia                  | 3                 |
| Paesi Bassi               | 8                 |
| Regno Unito               | 16                |
| Stati Uniti               | 1                 |
| Stati Uniti (R&B/Hip-Hop) | 1                 |
| Svezia                    | 11                |
| Svizzera                  | 26                |